# Пеннфілд
Пеннфілд (англ. Pennfield) — парафія в Канаді, у провінції Нью-Брансвік, у складі графства Шарлотт.

## Населення
За даними перепису 2016 року, парафія нараховувала 2170 осіб, показавши скорочення на 2,2%, порівняно з 2011-м роком. Середня густина населення становила 6 осіб/км².
З офіційних мов обидвома одночасно володіли 170 жителів, тільки англійською — 1 985, а 5 — жодною з них. Усього 55 осіб вважали рідною мовою не одну з офіційних.
Працездатне населення становило 60,4% усього населення, рівень безробіття — 16,8% (18,8% серед чоловіків та 14,6% серед жінок). 92,3% осіб були найманими працівниками, а 5,5% — самозайнятими.
Середній дохід на особу становив $35 066 (медіана $30 165), при цьому для чоловіків — $42 924, а для жінок $27 104 (медіани — $38 080 та $24 550 відповідно).
33% мешканців мали закінчену шкільну освіту, не мали закінченої шкільної освіти — 22,3%, 44,5% мали післяшкільну освіту, з яких 14,2% мали диплом бакалавра, або вищий.
| Статево-вікова структура населення | Статево-вікова структура населення | Статево-вікова структура населення | Статево-вікова структура населення | Статево-вікова структура населення |
| ---------------------------------- | ---------------------------------- | ---------------------------------- | ---------------------------------- | ---------------------------------- |
|                                    |                                    |                                    |                                    |                                    |
| Всього                             | Всього                             | 48,7%51,3%                         |                                    |                                    |
| 0 — 14 років                       | 0 — 14 років                       |                                    | 15,7%                              | 15,7%                              |
| 15 — 64 років                      | 15 — 64 років                      |                                    | 66,3%                              | 66,3%                              |
| 65 і більше                        | 65 і більше                        |                                    | 18%                                | 18%                                |
| 85 і більше                        | 85 і більше                        |                                    | 1,4%                               | 1,4%                               |
| 100 і більше                       | 100 і більше                       |                                    | 0,2%                               | 0,2%                               |
| Середній вік (років)               | Середній вік (років)               | 43,043,8                           | 43,4                               | 43,4                               |
| Медіана (років)                    | Медіана (років)                    | 46,547,0                           | 46,7                               | 46,7                               |
| — чоловіки — жінки                 |                                    |                                    |                                    |                                    |

| Походження мешканців:     | Походження мешканців:     | Походження мешканців: | Походження мешканців: | Походження мешканців: |
| ------------------------- | ------------------------- | --------------------- | --------------------- | --------------------- |
| Походження                |                           |                       | осіб                  | %                     |
| Корінні американці        | Корінні американці        |                       | 85                    | 3.96%                 |
| Інше північноамериканське | Інше північноамериканське |                       | 1 320                 | 61.54%                |
| Європейське               | Європейське               |                       | 1 125                 | 52.45%                |
| британське                | британське                |                       | 910                   | 42.42%                |
| французьке                | французьке                |                       | 370                   | 17.25%                |
| Азійське                  | Азійське                  |                       | 75                    | 3.5%                  |

| Зайнятість населення за галузями (за класифікацією NOC): | Зайнятість населення за галузями (за класифікацією NOC): | Зайнятість населення за галузями (за класифікацією NOC): | Зайнятість населення за галузями (за класифікацією NOC): | Зайнятість населення за галузями (за класифікацією NOC): |
| -------------------------------------------------------- | -------------------------------------------------------- | -------------------------------------------------------- | -------------------------------------------------------- | -------------------------------------------------------- |
|                                                          |                                                          |                                                          |                                                          |                                                          |
| Управління                                               | Управління                                               |                                                          | 7%                                                       | 7%                                                       |
| Бізнес, фінанси та адміністрування                       | Бізнес, фінанси та адміністрування                       |                                                          | 6,5%                                                     | 6,5%                                                     |
| Природничі та прикладні науки                            | Природничі та прикладні науки                            |                                                          | 4,2%                                                     | 4,2%                                                     |
| Охорона здоров'я                                         | Охорона здоров'я                                         |                                                          | 7%                                                       | 7%                                                       |
| Освіта, правозахист, муніципальні та урядові служби      | Освіта, правозахист, муніципальні та урядові служби      |                                                          | 6,5%                                                     | 6,5%                                                     |
| Роздрібна торгівля та послуги                            | Роздрібна торгівля та послуги                            |                                                          | 18,6%                                                    | 18,6%                                                    |
| Гуртова торгівля, транспорт та обладнання                | Гуртова торгівля, транспорт та обладнання                |                                                          | 20,9%                                                    | 20,9%                                                    |
| Природні ресурси, сільське господарство                  | Природні ресурси, сільське господарство                  |                                                          | 10,2%                                                    | 10,2%                                                    |
| Виробництво                                              | Виробництво                                              |                                                          | 19,1%                                                    | 19,1%                                                    |

## Клімат
Середня річна температура становить 5,3°C, середня максимальна – 22,1°C, а середня мінімальна – -14,6°C. Середня річна кількість опадів – 1 330 мм.
| Клімат поселення                              | Клімат поселення | Клімат поселення | Клімат поселення | Клімат поселення | Клімат поселення | Клімат поселення | Клімат поселення | Клімат поселення | Клімат поселення | Клімат поселення | Клімат поселення | Клімат поселення | Клімат поселення |
| Показник                                      | Січ.             | Лют.             | Бер.             | Квіт.            | Трав.            | Черв.            | Лип.             | Серп.            | Вер.             | Жовт.            | Лист.            | Груд.            |                  |
| Середній максимум, °C                         | −2,42            | −1,16            | 3,98             | 10,19            | 16,26            | 20,86            | 22,06            | 21,75            | 17,41            | 11,62            | 5,94             | −0,96            |                  |
| Середня температура, °C                       | −8,5             | −7,23            | −2,12            | 4,10             | 10,18            | 14,79            | 17,90            | 17,59            | 13,22            | 7,44             | 1,77             | −5,11            |                  |
| Середній мінімум, °C                          | −14,59           | −13,31           | −8,19            | −1,97            | 4,11             | 8,70             | 13,73            | 13,41            | 9,06             | 3,28             | −2,39            | −9,28            |                  |
| Норма опадів, мм                              | 122              | 91               | 119              | 105              | 121              | 105              | 100              | 90               | 110              | 112              | 130              | 125              |                  |
| Середньомісячна швидкість вітру, м/с          | 4.48             | 4.50             | 4.56             | 4.31             | 3.90             | 3.56             | 3.10             | 3.00             | 3.43             | 3.91             | 4.27             | 4.50             |                  |
| Середньомісячна сонячна радіація, кДж/м²·день | 5461             | 8716             | 12311            | 15428            | 18213            | 20127            | 19920            | 17818            | 13383            | 8689             | 5255             | 4305             |                  |
| --------------------------------------------- | ---------------- | ---------------- | ---------------- | ---------------- | ---------------- | ---------------- | ---------------- | ---------------- | ---------------- | ---------------- | ---------------- | ---------------- | ---------------- |
| Джерело:                                      |                  |                  |                  |                  |                  |                  |                  |                  |                  |                  |                  |                  |                  |